# Geoffrey Keen
Geoffrey Ian Keen, född 21 augusti 1916 i Wallingford, Oxfordshire, död 3 november 2005 i Northwood, Middlesex, var en brittisk skådespelare.
Keen är mest känd för att ha spelat försvarsminister Sir Frederick Gray i sex James Bond-filmer.

## Rollista i urval
- 1948 – Ögonvittnet
- 1949 – Den tredje mannen
- 1949 – Det hemliga rummet
- 1950 – Skattkammarön
- 1953 – Hin Håle i högform
- 1953 – På vift med Genevieve
- 1954 – Maggie på drift
- 1956 – De fyra fjädrarna
- 1956 – Dårskap i Monte Carlo
- 1956 – Fången i San Jorge
- 1956 – Kvinna i dödscell
- 1956 – Mannen som inte fanns
- 1957 – Rånkuppen
- 1957 – Stad i skräck
- 1959 – Den blinda gudinnan
- 1959 – Sänk Bismarck!
- 1960 – Tyst vrede
- 1961 – Oss muntra musikanter emellan
- 1962 – Djungeldoktorn
- 1963 – Farlig hjärntvätt
- 1964 – Helgonet (TV-serie)
- 1965 – Doktor Zjivago
- 1965 – Hjältarna från Telemarken
- 1966 – Född fri – Lejonet Elsa
- 1970 – Blodsmak
- 1970 – Cromwell
- 1977 – Älskade spion
- 1978 – Helgonet återvänder (TV-serie)
- 1979 – Moonraker
- 1981 – Ur dödlig synvinkel
- 1983 – Octopussy
- 1985 – Levande måltavla
- 1987 – Iskallt uppdrag